# Per-Olof Sjöberg (företagsledare)
Per-Olof Sjöberg (folkbokförd Per Olof Sjöberg), född 23 augusti 1936 i Hasselbacken, Björsäters församling i dåvarande Skaraborgs län (nedkomst på Mariestads lasarett), död 16 februari 2012 i Lekeryds församling i Jönköpings län, var en svensk företagsledare.
Sjöberg var son till lantbrukaren Karl August Sjöberg och Karin Maria Sofia Andersson. Efter en tid som försäljare var han försäljningsdirektör vid Volvo-Bilia 1968–1973 och divisionschef vid Kockums industrier 1974–1975. Han gick sedan över till Husqvarna AB där han var divisionschef 1976–1980 och VD 1981–1989. Han var vice VD vid Electrolux 1988–1989 och VD för Gotabanken 1989–1991. Han var sedan egen företagare. Sjöberg var styrelseledamot i ett flertal företag och var vice ordförande i Gota AB och Gota bank 1991–1992.
Per-Olof Sjöberg gifte sig 1964 med filosofie kandidat Birgitta Tegelberg (född 1942). De fick döttrarna Annakarin Sjöberg (född 1965) och Emma Wiklund (född 1968).